# Neostothis gigas
Neostothis gigas là một loài nhện trong họ Nemesiidae.
Neostothis gigas được miêu tả năm 1925 bởi Vellard.